# Tiago Alves Costa

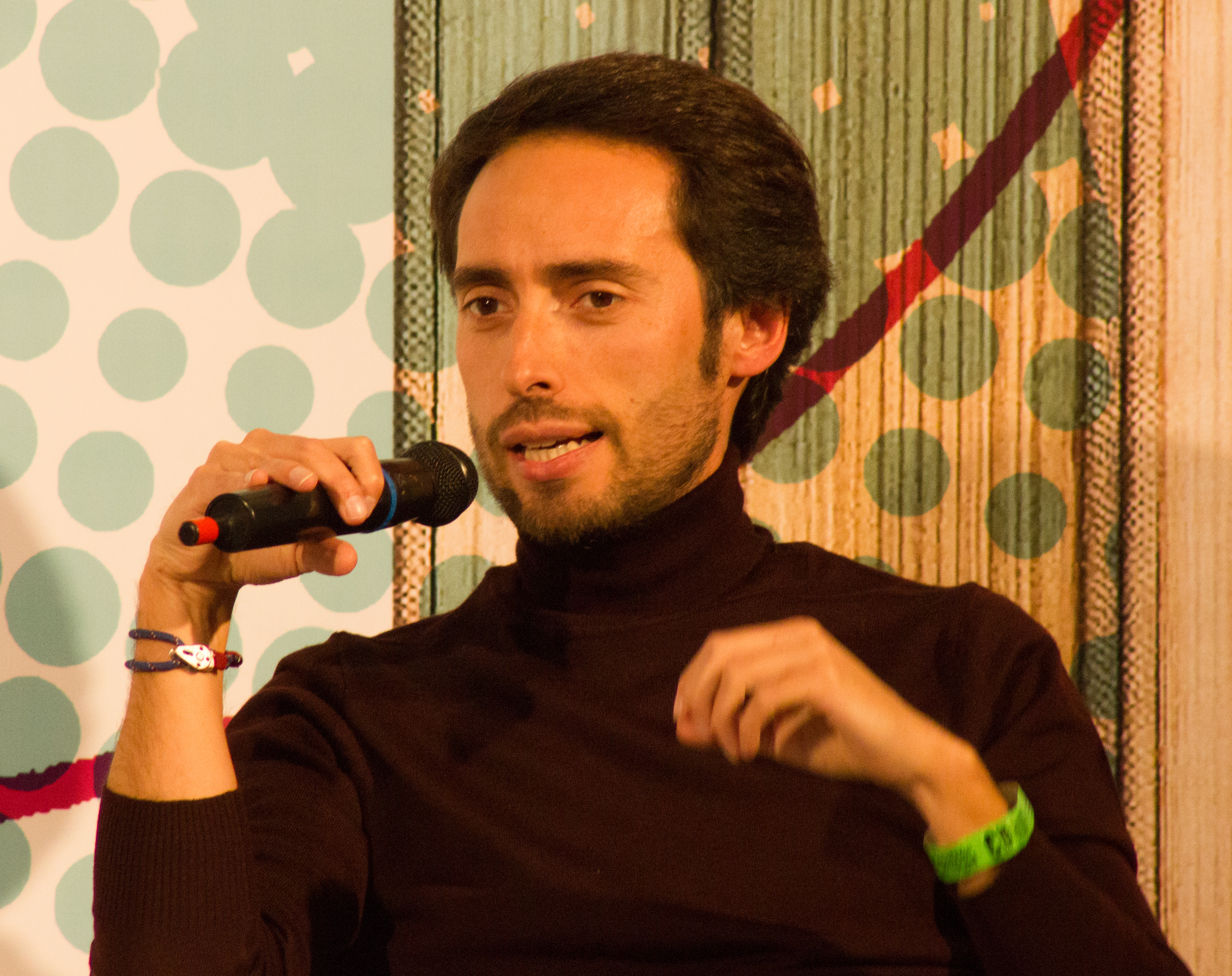
Tiago Alves Costa

Tiago Alves Costa (nascido em 1980, em Vila Nova de Famalicão) é um escritor, poeta e professor universitário português cuja obra reflete uma análise crítica das dinâmicas contemporâneas, abordando temas como a precariedade, a sociedade da pressa, a obsessão pelo dinheiro e a falta de tempo livre. Residente na Galiza durante muitos anos, é amplamente reconhecido como um promotor ativo das culturas lusófona e galega, fomentando o diálogo entre estas tradições através de palestras, eventos literários e colaborações artísticas.
Atualmente, é Professor Associado na BAU, Centre Universitari d'Arts i Disseny de Barcelona, onde leciona disciplinas que exploram a interseção entre literatura, design e publicidade. Na sua produção literária, Tiago Alves Costa distingue-se pelo hibridismo estilístico, misturando poesia, teatro e microconto numa obra que transcende géneros e fronteiras culturais.
Os seus textos investigam frequentemente as tensões da modernidade, propondo uma visão crítica sobre as condições do capitalismo tardio e os seus impactos na subjetividade humana. Por meio de uma linguagem que combina ironia subtil e surrealismo, as suas obras abordam temas universais e têm sido traduzidas e reconhecidas em diversos países.
Formou-se em Publicidade na Universidade da Flórida, com uma pós-graduação em Criatividade e Inovação no Tompkins Cortland Community College (E.U.A.). Em 2017 tornou-se no primeiro escritor português a fazer parte da AELG (Asociación de Escritores en Lingua Galega). Nesse mesmo ano tornou-se membro da AGAL (Associação Galega da Língua).  
A sua obra literária foi publicada em Portugal, na Galiza, no Canadá e no Brasil. O seu livro A Porta do Reconhecimento foi premiado na 27ª edição do prestigiado Certame de Narração Breve Manuel Murguía (Arteixo). Tem escrito textos e adaptações para teatro, tais como “CUBO” (obra finalista dos XXVI Premios de Teatro María Casares.) e a obra "Revolution - Titulo Provisório" uma coprodução de quatro companhias de teatro portuguesas (Asta, Teatrão, Baal17 e D`Orfeu).
É o coordenador da Antologia de Poesia em Língua Portuguesa "A Boca no Ouvido de Alguém". A antologia reúne 42 poetas nascidos a partir de 1975 e cujos países de origem são Galiza, Brasil, Portugal, Cabo Verde, São Tomé e Príncipe, Angola, Moçambique e Guiné-Bissau. Uma obra publicada sob a chancela da Através Editora.
Como tradutor, traduziu para português os poetas americanos Robert Glück, Steven Seidenberg e Tara Skurtu. Em 2021 traduziu o romance "La batalla del paraiso triste" do romancista e historiador Xosé Ramon Pena.
É editor e fundador da revista Quiasmo - Artes, Letras e Ciência.

## Obra Publicada
- "W.c constrangido[8]" (Grupo Criador Editora, 2012)
- "Mecanismo de Emergência[9]" (Através Editora, 2017)
- "Žižek Vai ao Ginásio"[10] (Através Editora, 2019)
- Žižek Vai ao Ginásio[11]" (Edições Macondo, Brasil, 2020)
- "A Secreta Melancolía da Garza[12][12]" (Editorial Galaxia, 2020)
- "A Boca no Ouvido de Alguém"[13] (Através Editora, 2023)

## Obra Colectiva
- World Anthology Border: Blurred & Political (2021). Canadá: Victoria University.[14]
- Antología de Poesía Iberoamericana Actual[15]
- Antologia "Água, Silêncio, Sede" — Homenagem a Maria Judite de Carvalho[16]

## Ligações Externas
Revista Escamandro
Revista Ruido Manifesto
Revista Acrobata
Revista Caliban (O direito à poesia)
Nós Diário
Zigzag Diario (Entrevista na TVG - Televisão da Galiza)
No programa "Nada Será Como Dante" da RTP2 leitura do poema "Americanos!".
Rostros do País (Nós Televisión - Movistar Plus)
Entrevista - RDP Internacional (RTP)
XXVI Premios de Teatro María Casares com a obra CUBO
Prémio Literário Glória de Sant'Anna, 2017 
Prémio Literário Glória de Sant'Anna, 2020
Tiago Alves Costa no Instituto Camões de Vigo
Ficha do escritor na AELG (Asociación de Escritores en Lingua Galega)

27º edição do Certame de Narración Breves Manuel Murguía 